# Socata TB
Die SOCATA TB-Reihe umfasst verschiedene vier- bis fünfsitzige Leichtflugzeuge des französischen Herstellers Socata Groupe Aerospatiale. Die Varianten der Reihe werden seit den späten 1970er Jahren hergestellt.

## Geschichte
Ausgangsmuster war die TB 10, die als Ergänzung der erfolgreichen Morane-Saulnier Rallye entwickelt wurde und später diese ablöste. Der Prototyp absolvierte seinen Erstflug am 23. Februar 1977 in Tarbes. Der zweite Prototyp, als TB 11 bezeichnet, besaß ein Lycoming-Triebwerk, das mit 180 PS eine gegenüber dem ersten Prototyp um 20 PS höhere Leistung aufwies. Ab 1979 erhielt die TB 10 den Namen Tobago, auch die Varianten der TB 10 erhielten Namen, die mit einem „T“ beginnen.
Als billigere Einstiegsvariante wurde die weitgehend baugleiche, aber leistungsschwächere TB 9 Tampico entwickelt. Diese hatte am 9. März 1979 ihren Erstflug. Eine weitere leistungsstärkere Variante mit starrem Fahrwerk, die TB 200 Tobago XL, flog am 27. März 1991 zum ersten Mal.

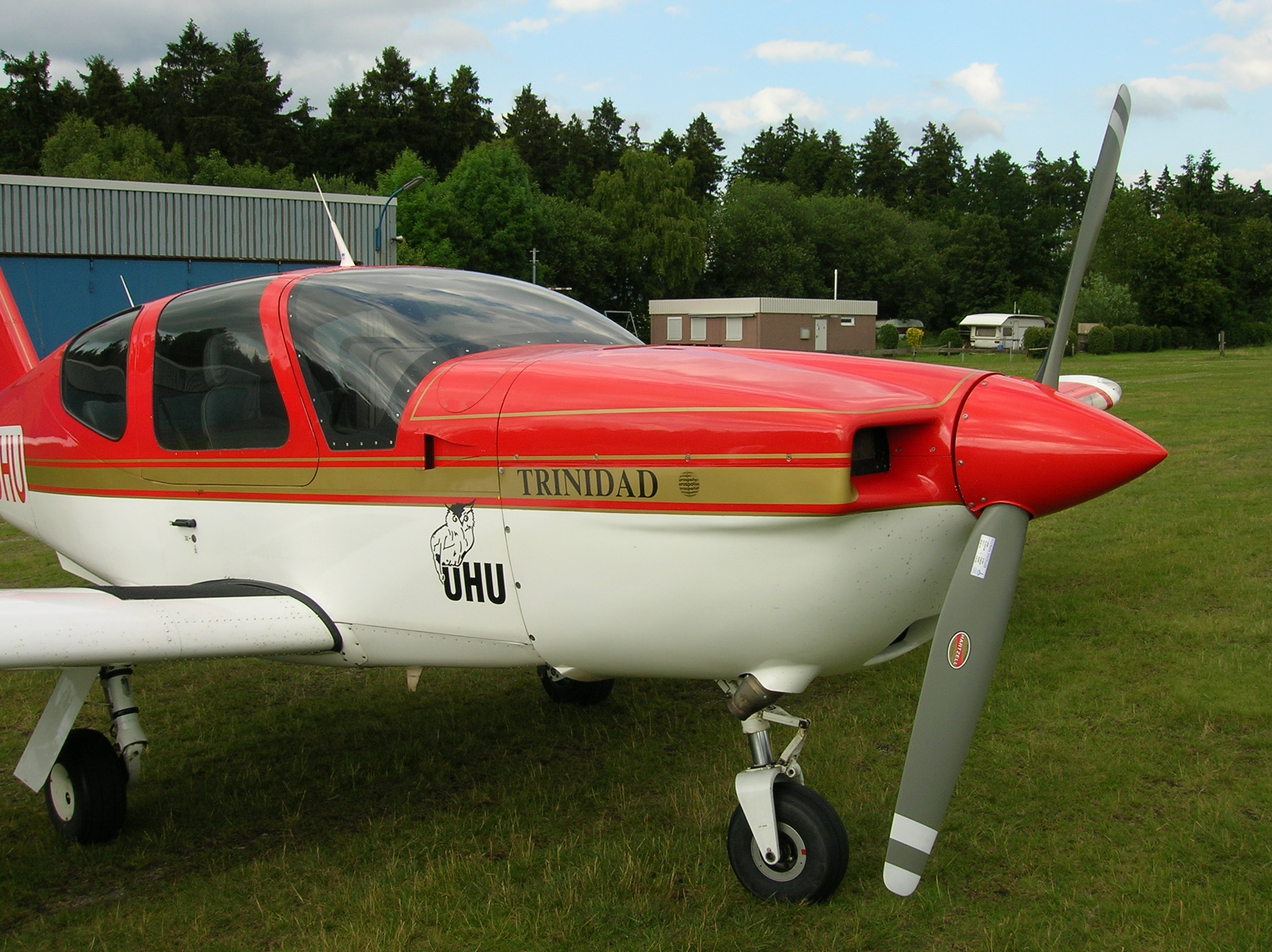
Frontpartie einer TB 20

Die am 14. November 1980 zum ersten Mal gestartete TB 20 Trinidad unterscheidet sich vor allem durch das Einziehfahrwerk und die erweiterte Verwendungsfähigkeit als IFR-Schulungsflugzeug. Die Trinidad TC verwendet das gleiche Triebwerk mit 186 kW (250 PS), dieses besitzt aber zusätzlich eine Turboaufladung.
Für die TB 10 war auch ein Dieselmotor-Triebwerkssatz von Société de Motorisations Aéronautiques vorgesehen gewesen, der jedoch nicht zum Einsatz kam. Mit GPS-Navigationssystemen ausgerüstet erfüllt dieses Flugzeug alle Anforderungen an ein modernes Nutzflugzeug.
Auf Basis der TB 10 wurden später die zweisitzigen Trainer TB 30 Epsilon und TB 31 Omega konstruiert, die sich im äußeren Erscheinungsbild deutlich von der sonstigen TB-Reihe unterscheiden.

## Konstruktion
Die TB-Reihe besitzt eine konventionelle Tiefdecker-Auslegung mit einem festen Bugrad-Fahrwerk (TB 20 einziehbar) und ist im Wesentlichen als Ganzmetall-Konstruktion ausgeführt. Lediglich Querruder und Klappen sind in einer Verbundwerkstoff-Waben-Bauweise aufgebaut.

## Varianten

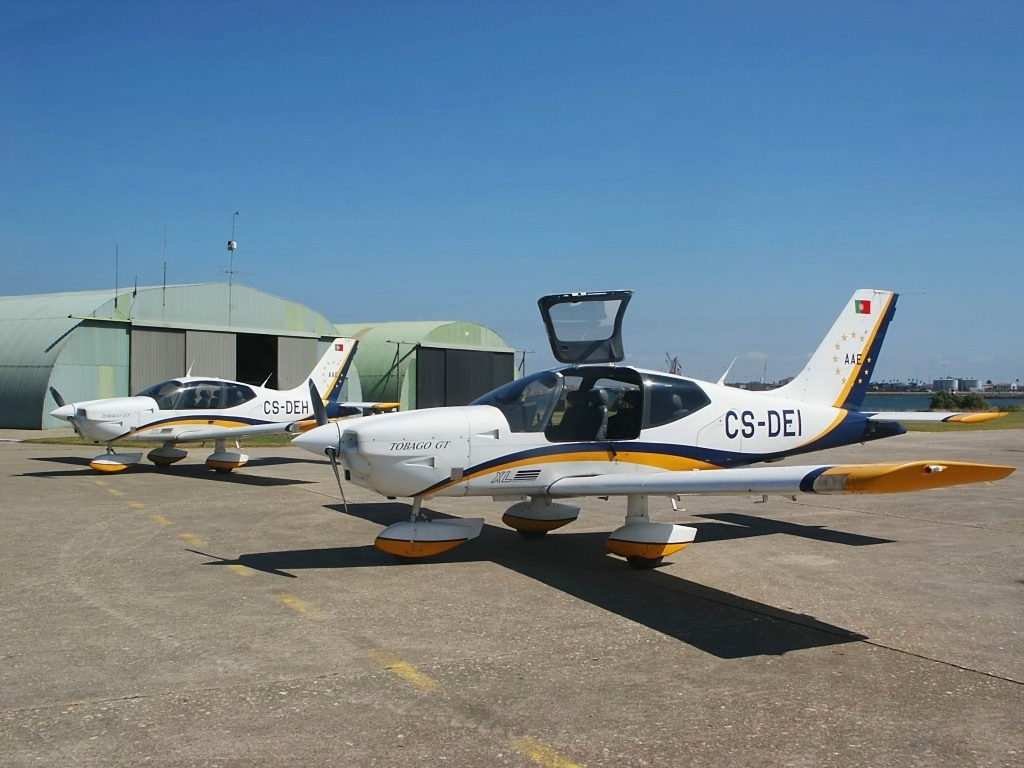
Zwei TB-200 Tobago GT

TB 10 TobagoAusgangsmuster mit 134 kW (180 PS) Lycoming-Triebwerk
TB 9 GT TampicoVariante mit 119 kW (160 PS) Lycoming-Triebwerk
TB 200 Tobago XL149 kW (200 PS) Lycoming-Triebwerk
TB 20 Trinidadauch als IFR-Schulungsflugzeug einsetzbar, Einziehfahrwerk, 186 kW (250 PS) Lycoming-Triebwerk
TB 21 Trinidad TCwie TB 20, aber Triebwerk mit Abgasturbolader ausgestattet.

## Technische Daten
| Kenngröße            | TB 9                                        | TB 10                                       | TB 20/21 TC                                                                                            | TB 200                                       |
| -------------------- | ------------------------------------------- | ------------------------------------------- | --- | -------------------------------------------- |
| Länge                | 7,72 m                                      | 7,75 m                                      | 7,75 m                                                                                                 | 7,75 m                                       |
| Spannweite           | 9,89 m                                      | 9,89 m                                      | 9,85 m                                                                                                 | 9,89 m                                       |
| Höhe                 | 3,02 m                                      | 3,02 m                                      | 2,85 m                                                                                                 | 3,02 m                                       |
| max. Startmasse      | 1060 kg                                     | 1150 kg                                     | 1400 kg                                                                                                | 1150 kg                                      |
| Reisegeschwindigkeit | 238 km/h                                    | 238 km/h                                    | 280 km/h                                                                                               | 238 km/h                                     |
| max. Flughöhe        | 3810 m                                      | 3960 m                                      | 6100 m (20)/ 7620 m (21TC)                                                                             | 3960 m                                       |
| Reichweite           | 834 km                                      | 1210 km                                     | 1640 km                                                                                                | 1093 km                                      |
| Triebwerke           | ein Textron Lycoming O-320, 119 kW (160 PS) | ein Textron Lycoming O-360, 134 kW (180 PS) | ein Textron Lycoming IO-540, 186 kW (250 PS) (20) ein Textron Lycoming TIO-540, 186 kW (250 PS) (21TC) | ein Textron Lycoming IO-360, 149 kW (200 PS) |